# Estación de Sion
La estación de Sion es una estación ferroviaria ubicada en la comuna suiza de Sion.

## Historia
El ferrocarril llega a Sion en 1860, cuando entra en servicio una estación provisional y llegó el primer tren procedente de Martigny. Ese mismo año también se puso en servicio la línea que la unía con Saint-Gingolph. Ocho años más tarde se produjo la prolongación de la línea hacia Sierre, por lo que la estación de Sion dejaba de ser terminal, y en 1873 se puso en servicio la nueva estación de Sion. La línea que pasa por Sion adquiere un carácter internacional, al inaugurarse en 1906 el Túnel de Simplon, que da continuidad a la línea hacia Italia.

## Situación
La estación se ubica en la zona sur del centro de Sion.
Cuenta con 2 andenes a los que acceden 3 vías, siendo la distribución de los trenes en éstas así:
- Vía 1: Trenes Regio cuyo origen es Sion, y tienen como destinos Saint-Gingolph o Brig
- Vía 2: Trenes de larga distancia o pasantes en dirección Brig
- Vía 3: Trenes de larga distancia o pasantes en dirección Lausana

Además, la estación tiene más vías pasantes para facilitar el apartado, estacionamiento o adelantamiento de trenes, así como una zona de carga y descarga de mercancías.

## Servicios ferroviarios
SBB-CFF-FFS operan diferentes tipos de servicios en la estación de Sion:
Por un lado, trenes Regio para cubrir diferentes tramos regionales:
- R Sion - St. Maurice - Monthey - Le Bouveret - St. Gingolph
- R Sion - Sierre - Visp - Brig.

También se ofrecen servicios de medio/largo recorrido, servidos por los trenes InterRegio que permiten gracias a sus abundantes frecuencias articular la relación de Sion con las comunas más importantes de la zona y los cantones adyacentes:
- IR Ginebra-Aeropuerto - Ginebra-Cornavin - Lausana - Vevey - Montreux - Aigle - Martigny - Sion - Sierre - Leuk - Visp - Brig.

Además de estos servicios para unir a Sion con Suiza y el valle del Ródano, también paran en la estación varios trenes EuroCity al día por sentido, que permiten comunicarla con Italia:
- EC Ginebra-Cornavin - Lausana - Montreux - Sion - Brig.

En temporada, también circula un TGV por Sion que lleva hasta la capital francesa, París. Este servicio circula durante el invierno para acercar a los franceses a las pistas de esquí de los Alpes Suizos:
- TGV París-Lyon - Lausana - Montreux  - Aigle - Martigny - Sion - Sierre - Leuk - Visp - Brig.